# 奴婢

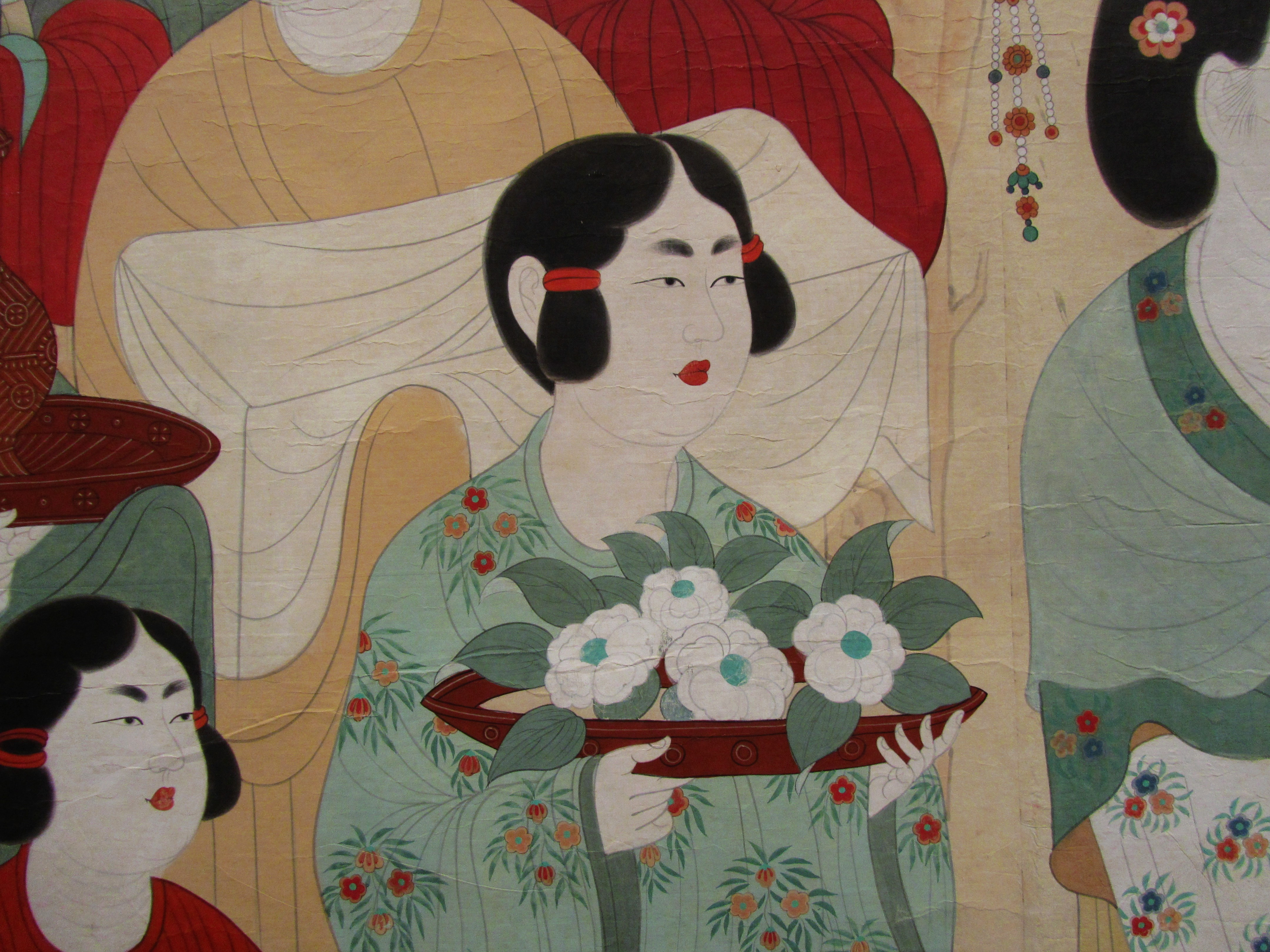
唐代天宝年间婢女装束，敦煌莫高窟第130窟壁画《都督夫人太原王氏礼佛图》局部

奴婢是東亚律令制下与良民相对的贱民的一種，是指受特定主人役使者。奴是男性，婢是女性。奴婢没有选擇住处与职业的权利，他们可以被買賣，不可逃走，但主子也可能釋放他们。奴婢法律上介于人与物之间。

## 中国奴婢制度
《說文解字》：「婢：女者卑也」；「古代稱罪人的男女家屬沒入官中為奴者」，即「男為奴，女為婢」；傭人身份的侍女通常是平民出身，而賣身為婢的侍婢則是賤民階級；當一個女性成為侍女後，主人往往會替她取一個新名字。家庭生活中，与男主人有性关系的婢女则被称为婢妾。
中国奴婢制度在秦汉时代已有，战争俘虏、犯重罪的人会没为官奴，在官宮工場与皇家上林苑服役。私奴婢是破产农民投入豪強手下產生，成為私奴婢者，主人往往會為他們取新名字，稱為奴婢名，以示卑屈、順從，當服侍的主人更改時，新的主人有權更改其名字。如《紅樓夢》的花襲人，本名花珍珠，原是賈母的侍婢，後來送給賈寶玉，賈寶玉就為她取名「襲人」。
秦汉以来，贵族、富裕家庭在女儿出嫁时以奴隶、仆役陪嫁亦是习俗。至明清时，丈夫以妻子的陪嫁婢女为妾（婢妾、媵妾），在江浙、福建、广东等地已是约定俗成的事情:135。
在律令制前主人杀奴隶没罪，但唐朝後期有著名女詩人魚玄機因殺害婢女，就被判處死刑處死，可見奴婢得到較多保障。之后主人不可再私自处罚（不可擅自黥面）。宋代漸以僱傭制取締，但元代滅金的過程掠民為奴相當嚴重，被掠之金人稱之為驅口，又稱之為官戶或監戶，而蒙古帝國最大驅口來源為室韋部的世仇蔑兒乞人，
明清之后私奴婢制逐漸废止，有些轉為長工，到19纪世纪还有苦力制。
宋代，主人稱女婢「丫頭」，一般人稱未婚女婢為「妮」「小妮子」「小鬟」。奴僕們稱男主人「郎君」，女主人「娘」，稱未婚的主家小姐「小娘子」。官員一般稱家奴為「院子」，稱主管雜事的僕人（管家）為「內知」或「宅老」。
光緒三十二年上海發生黎王氏案，兩江總督南洋大臣周馥上「禁革買賣人口折」，修律大臣沈家本開始著手整理大清律例內關涉奴婢諸條，但碰到內外保守勢力及王親貴族等既得利益者制肘，此案一直被擱置到宣統年間，方奏請辦理。中華民國成立後，南京臨時政府依約法及臨時大總統宣言開始廢除奴婢制度，但北洋政府並未頒布相關民法，而延續大清律例致不少人家仍有奴婢。1926年中華民國參與國際聯盟於日內瓦簽署《禁奴公約》，1928年北伐成功後，頒布相關法律奴婢制被彻底廢除。

## 香港奴婢制度
香港開埠後，華人士紳仍有蓄婢的習俗，英屬香港政府為了尊重土著風俗而不加禁制。直至1920年代，英國本土逐漸關注香港的蓄婢問題。香港民間更成立「反對蓄婢會」，推動廢婢。1938年，蓄婢制度才在法例上正式被禁。

## 日本奴婢制度
日本奴婢制度在邪馬台国时代已有（卑弥呼有侍婢千人，死时以百个奴婢陪葬）。奈良时代律令制下五色之賤中奴婢分官奴婢与私奴婢；律令制崩壊后，900年代奴婢制度廢止，但奴婢改成農奴制、部落民继续生存至明治4年，日本的奴婢主要從事家内工作而不是社会生产主力。明治4年（1871年）差別階級解放令發布，包括諸多政策連同農奴制一同被名義上廢除。但娼優藝妓等人口買賣一直延續到二次大戰後。

## 朝鮮奴婢制度
奴婢在朝鲜半島很早出现，在扶余殺人与謀反犯人家族也没入為奴婢。
李氏朝鮮时代奴婢是贱民，李成桂在建国后实施奴婢辨正法，分配奴婢给功臣在功臣田上耕作。他们有些可以保留自己财產，婢女也有可能嫁给良民、中人或兩班，白丁成为贱妾。但因为從母法他们多数与自己同类结婚。奴婢来源有犯法的良民与债奴。
朝鲜的奴婢其实较接近农奴（他们是兩班与乡班财產，逃走会被追捕（推刷），即是推奴，两班们也可以用他们交换家畜），朝鮮有專門機構捕盗廳与推刷都監管理奴婢，壬辰倭乱后批准以战功納粟脱籍，在1801年部分廢止官奴婢制度，在甲午改革后废除身分制度，在20世纪后正式废止官私奴婢制度。

## 臺灣奴婢制度
臺灣原住民族亦曾有類似的奴婢制度，如泰雅族稱奴婢為『Qnyatan』:208:159:161。

## 另見
- 侍女
- 奴隶制度
- 奴才

## 延伸阅读
[在维基数据编辑]
 《欽定古今圖書集成·明倫彙編·家範典·奴婢部》，出自陈梦雷《古今圖書集成》
- 赵冈：〈红楼梦与中国传统的奴婢制度（页面存档备份，存于）〉。